# Institut français de Deir el Qamar
 (octobre 2017).
Si vous disposez d'ouvrages ou d'articles de référence ou si vous connaissez des sites web de qualité traitant du thème abordé ici, merci de compléter l'article en donnant les références utiles à sa vérifiabilité et en les liant à la section « Notes et références ».
 (octobre 2017).
L'Institut français de Deir el Qamar est le centre culturel français de la ville de Deir-el-Qamar, première capitale des émirs du Liban. Il constitue une antenne de l'Institut français du Liban.

## Situation géographique
Il domine la place centrale de la ville de Deir el Qamar. Il est installé dans la Qaïssarieh — l’ancien marché de la soie et des bijoux, d’où son nom de Khan al-Harir, sérail de la soie — et sous les voûtes du Kharj, caserne du palais de l’émir Fakhreddine II, construit en 1616.

## Historique
Il a été inauguré en 1993 par la ministre française de la culture Catherine Tasca, à la suite d'une proposition conjointe du maire maronite Georges Dib-Nehmé et du député Walid Joumblatt,.

## Présentation
L’aménagement intérieur du site a été partiellement réalisé par les étudiants de l’Institut des Beaux-Arts de la ville. À côté de la grande salle du Kharj qui accueille les différents espaces de la médiathèque, deux vastes salles voûtées permettent d’accueillir des spectacles, des séances de cinéma, des conférences, des stages de formation, des cours de langue, des séminaires ou des résidences artistiques. Quatre salles accueillent tout au long de l’année des étudiants en langue française.

## Médiathèque
La médiathèque propose un fonds de plus de 20 000 titres, un coin presse ainsi qu'un fonds thématique sur l'architecture et les beaux-arts. Il offre des postes informatiques dédiés à l’accès internet, à la consultation de cédéroms éducatifs, de banques de données, de revues de presse ainsi qu'un espace audiovisuel et musical. Enfin, c'est un point d’information universitaire sur les études supérieures en France.

## Activités culturelles
L'institut français de Deir El Qamar est devenu un espace culturel majeur, s’attachant à proposer un lieu de curiosité, de découverte et de détente. Il rayonne sur tout le sud du Mont-Liban en couvrant les cazas du Chouf, de Aley et de Baabda.
Pôle culturel dynamique, il propose tout au long de l’année ciné-club, ateliers et spectacles. L’été, il s’associe aux principales manifestations culturelles de la région, propose des expositions et des résidences d’artistes, et mène des actions autour de l'architecture et du patrimoine.
Un bibliobus circule toute l'année dans les écoles et dans les villages avec un fonds spécifique de 15 000 documents. Un programme de cinéma itinérant est également proposé aux établissements scolaires de la région. 

## Enseignement
L'institut français dispense des cours de langue, prépare aux examens TCF-DELF-DALF dont il est centre d'examen, et offre des stages de formation pédagogique pour les enseignants.

## Directeurs
- Patrick Perez (1992-1998)
- Pascal Sanchez (1998-2003)
- Arnaud Schaumasse (2003-2007)
- Delphine Gayrard (2007-2011)
- Anne-Dominique Chouteau (2011-2015)
- Sid Rouis (2015- )